# АНЗЮК
Військово-політичний союз (мініНАТО в Азійсько-Тихоокеанському регіоні), до складу якого входять Австралія, Нова Зеландія, Велика Британія, Малайзія та Сингапур. 

## Історія
Угода про його формування була підписана на лондонській конференції у квітні 1971 року, набрала чинності 1 листопада цього ж року після того, як закінчився строк дії англо-малайської угоди про оборону 1957 року. Назва союзу АНЗЮК походить від заголовних літер назви трьох країн (Australia, New Zealand, United Kingdom).
Офіційна мета формування військово-політичного союзу АНЗЮК — сумісний захист Малайзії та Сінгапуру від агресії. Але якщо проаналізувати обставини, що склалися на межі 50-х років у Південно-Східній Азії, то слід вказати також на особисту зацікавленість Великої Британії у субрегіоні Малайського архіпелагу. У повоєнні роки Велика Британія поступово втрачала вплив у цьому регіоні.
Підтвердженням чому став сформований у 1951 році військово-політичний союз АНЗЮС під егідою США, куди увійшли великі британські домініони Австралія й Нова Зеландія, а Велика Британія залишилася за його межами, тому у формуванні військово-політичного союзу АНЗЮК Велика Британія бачила:
- поширення свого економічного і політичного впливу у Південно-Східній Азії;
- забезпечення своїх економічних і політичних інтересів;
- можливість перекласти на країни блоку частину своїх витрат.

Для керівництва союзом були сформовані: консультативна рада п'яти країн з питань оборони; об'єднане командування збройними силами; єдине командування протиповітряної оборони (ППО) для Малайзії та Сингапуру.
Постійної штаб-квартири АНЗЮК не має. До об'єднаних збройних сил союзу входять підрозділи сухопутних військ, військово-повітряних і військово-морських сил усіх країн регіону та особовий склад британських баз.
Після сформування АНЗЮК, до складу об'єднаних сухопутних військ увійшли: одна піхотна бригада трибатальйонного складу (англійський, австралійський і новозеландський); два дивізіони польової артилерії, підрозділи інженерних військ та військ зв'язку, а також підрозділи вертольотів.
Об'єднані ВПС: дві австралійські ескадрильї винищувачів «Міраж» (40 літаків); одна ескадрилья транспортної авіації і загін патрульних літаків. Об'єднані ВМС: 4 сторожові кораблі і один підводний човен.
Загальна чисельність особового складу іноземних військ на території Малайзії та Сингапуру після утворення АНЗЮК становила 7000 чоловік, серед них англійських — 2 210; австралійських — 3 300; новозеландських — 1 150.
Зараз в Малайзії розташована ескадрилья «Міражів» (38 літаків) австралійських ВПС, а в Сингапурі — новозеландський піхотний батальйон (800 солдатів), які є безпосередньо підлеглими воєнному командуванню цих країн, ППО і ВМС.
АНЗЮК виконує об'єднавчу роль у системі військових блоків, розміщених в азійсько-тихоокеанському регіоні під егідою США. Певною мірою АНЗЮК компенсував вихід Нової Зеландії з блоку у зв'язку з антиядерною позицією новозеландського керівництва.